# Nature Materials
Nature Materials is een internationaal, aan collegiale toetsing onderworpen wetenschappelijk tijdschrift op het gebied van de natuurkunde.
De naam wordt in literatuurverwijzingen meestal afgekort tot Nat. Mater.
Het wordt uitgegeven door Nature Publishing Group en verschijnt maandelijks.
Het eerste nummer verscheen in 2002.